# Tortoise Hill
Der Tortoise Hill (englisch für Schildkrötenhügel) ist ein 505 m hoher Hügel im Südwesten der westantarktischen James-Ross-Insel. Er ragt 5 km westlich des Felsmassivs The Watchtower auf.
Der Falkland Islands Dependencies Survey nahm zwischen 1958 und 1961 Vermessungen vor. Das UK Antarctic Place-Names Committee benannte ihn 1964 so aufgrund der ähnlichen geologischen Beschaffenheit zum Terrapin Hill (englisch für Sumpfschildkrötenhügel) im Nordosten der Insel.